# 장이머우
장이머우(장예모, 중국어 간체자: 张艺谋, 정체자: 張藝謀, 병음: Zhāng Yìmóu, 1950년 4월 2일)는 《붉은 수수밭》, 《귀주 이야기》, 《영웅》 등의 다수의 작품으로 국제적으로 널리 알려져 있는 중국의 대표적인 영화감독이다. 장이머우 감독은 1988년 베를린 영화제 금곰상, 1992년 베니스 영화제 황금사자상, 1994년 칸 영화제 심사위원대상 수상으로 주요 국제 영화제에서 높은 평가를 받았다. 영화 감독으로 데뷔하기 전에는 카메라맨이었고, 배우로 상을 받은 경력도 있다. 영화 영역뿐만 아니라 푸치니의 오페라 투란도트를 기획, 감독하기도 하였고, 2008년에는 베이징 올림픽 개폐막식 총감독을 맡는 등 중국의 문화예술 분야에서 괄목할만한 족적을 남기고 있다.

## 5세대 감독
장이머우는 중국의 5세대 감독의 대표주자이다. 중국의 5세대 감독은 중국 문화대혁명 시기에 농촌에서 하방생활을 경험했던 사람들로, 흔히 문화대혁명이 끝나고 베이징영화전문학교에서 영화공부를 시작한 이들을 일컫는다. 5세대 감독으로 대표적으로 천카이거, 장이머우, 톈좡좡 등이 있다. 이들은 중국의 개혁개방 시기에 영화를 배우면서 새로운 사상과 예술기법 등에 민감하게 반응하였다.
5세대 감독들은 1985년 첸 카이거가 영화 《황토지》가 국제영화제에서 수상한 것을 시작으로 뒤이어 장이머우가 《붉은 수수밭》으로 베를린국제영화제에서 수상하는 등 각종 국제영화제를 석권하였다.5세대 감독들의 영화들은 리얼리즘을 바탕으로 농촌, 민중들을 역사적 사실과 연관시켜 상징적으로 표현한 작가주의적 경향을 보였고, 네러티브보다 빛과 색채, 몽타주 등의 시각 효과를 부각시키며 새로운 영상언어와 영상미학을 추구하였다. 한편으로 스캔들도 있었는데 여러 번 결혼과 이혼을 반복하면서 자녀 7명을 낳았는데 신고조차 하지도 않았다. 계획생육정책을 시행하는 중국에서 이 사실이 폭로되어 지탄의 목소리가 높아지면서 748만 위안(약 12억 원)이라는 상당한 벌금을 물었다고 한다. 장예모는 붉은 수수밭이나 홍등 등 초기 영화에서 여성들의 삶을 파국으로 몰고 갔던 당시 중국의 가부장제와 여성 차별, 축첩을 비판하는 모습을 보였다

## 영화 감독 데뷔 이전의 삶
장이머우는 1950년 11월 14일 중국 시안(西安)에서 태어났다. 장이머우의 성장기는 순탄하지 않았다. 국공 내전 당시 중국 국민당 소속 장교였던 아버지는 중국 공산당이 중화인민공화국을 세우면서 타이완으로 도피하였다. 어머니 또한 의사였기에 그로 인하여 장이머우의 가족은 문화혁명 기간 동안 비판을 받고 베이징에서 멀리 좌천되었다. 사회적으로 불안하였던 문화혁명(1965~1969)시기, 중학생이었던 장이머우는 공부를 중지하도록 강요받았고, 홍위병 생활에 가담하고 시골에서 일을 하기도 하였다. 문화혁명이 끝날 무렵인 1968년에는 장이머우는 재교육을 위해 3년동안 샨시 지방의 농장에서 일을 하였다. 그 뒤로는 1978년까지 방직 공장에서 노동자로서 7년간 일을 하였다. 방직 공장에서 7년동안 장이머우는 마오의 초상화를 그리기도 하며 작가로서의 그의 재능을 키워나갔고 사진에 대한 관심을 갖게 되었다. 장이머우가 첫 카메라를 사기 위해 자신의 피를 팔아서 5개월 간 돈을 모으기도 하였다. 장이머우는 문화혁명 이전에 출판된 책들을 보고 필름과 사진은 간이 암실에서 현상하면서 사진술을 독학하였다. 당시의 장이머우의 사진들은 신문에 실리기도 하였다.
1971년 다시 도시로 와 시안 옆의 한양(咸陽)의 방직공장에서 7년간 노동자로 일하였다. 이때도 그림을 습작하고, 문혁 전에 출판된 영화관련 서적을 읽고, 피를 팔아 얻은 돈으로 산 카메라로 사진을 찍으면서 혼자 현상을 하는 등, 사진미학에 대해서 독학했다고 한다. 마오쩌둥이 사망하고 문혁이 끝난 후인 1978년 장이머우가 27살 되던 해, 장이머우는 본격적인 영화 수업을 위해 베이징 영화전문학교에 응시하였다. 장이머우는 시험에 합격하긴 했지만 그가 제한 연령보다 5살이나 많은 나머지 처음에는 불합격으로 처리되었다. 그리하여 장이머우는 학교의 결정에 대한 두 번의 항의 이후에, 문화부 장관에게 직접 40개의 포트폴리오와 함께 문화혁명으로 잃어버린 시간을 들어 예외를 요청하는 내용의 편지를 보내어 설득하였다. 두달 후, 그는 영화학교의 입학을 허가받았다.
문화혁명 이후, 중국 내에서는 문화혁명의 부작용으로 인하여 영화 프로덕션 정책과 인력이 부족하였다. 이러한 상황은 신생 스튜디오의 설립과 장이머우와 같은 신생 인력들을 적극적으로 받아들이는 분위기를 조성하였다. 1982년 장이머우 또한 영화학교 졸업 후, 장이머우는 고향인 서안에 있는 영화 스튜디오에서 카메라맨으로 일을 시작했다. 이 스튜디오에서 장이머우는 장준자오 감독의 《하나와 여덟개》의 영화에서 카메라맨을 맡으며 그의 영화 커리어를 시작하였다. 뒤이어 첸카이거 감독과 함께 《황토지》(1984)와 《대열병》(1986)의 카메라 감독을 맡으며 영화를 촬영하였다. 또한, 스튜디오 사장이 직접연출한 영화인 《노정》(1986)에서는 촬영을 담당하면서 주연까지 맡아 도쿄 국제 영화제에서 상을 받기도 하였다.

## 시기별 영화적 특성과 작품활동

### 초기(1980년 대~1990년 대 초)
장이머우는 1988년 영화 《붉은 수수밭》으로 중국 내에서는 500만 이상의 관객을 동원하고 베를린국제영화제에서 금곰상을 받으며 국내외의 주목을 받았다. 그 이후,《국두》(1990)와 《홍등》(1991)과 같은 작품들을 연이어 내놓으며 리얼리즘을 바탕으로 한 중국 민중의 이야기를 스크린에 담았다. 《국두》와 《홍등》 모두 그 해 아카데미 시상식 후보로 올랐다. 이 세 작품들은 민중의 삶에 초점을 맞추어서 중국 봉건사회의 잔재를 비판하고 있으면서도 색채의 대비와 조화를 중요시한다는 점에서 공통적인 특징을 가지고 있다. 장이머우는 서구 영화계를 중심으로 강렬한 색채미학을 바탕으로 중국적이면서도 상업영화와 예술영화의 경계를 허물었다는 평단의 높은 평가를 받았다.
《귀주이야기》(1992)는 앞의 작품들과는 차별화된 작품으로 과거 봉건적인 중국에서 벗어나 격동의 시기였던 근, 현대 중국에 주목한 장이머우의 새로운 시도가 돋보인다. 현대 중국인의 삶을 사실적이고 섬세하게 묘사하는 이 작품은 다큐멘터리 형식을 차용하여 주인공인 시골 아낙네를 중심으로 이야기를 잔잔하게 풀어간다. 《귀주이야기》는 베니스영화제에서 황금사자상을 받았다. 그리고 초기의 3부작의 경우에는 중국보다는 해외에서 인정받았는데, 장이머우는 중국의 현재 현실을 소재로 사실적으로 다루었다는 점에서 《귀주이야기》를 통해 중국의 평단의 인정도 받게 되었다. 《인생》(1994)은 한 때는 지주였다가 도박으로 재산을 날리고 몰락한 한 중국인의 개인사를 현대 중국의 역사 흐름과 결부하여 만든 영화이다. 인형극과 중국의 역사, 그리고 주인공의 일생을 통시적 관점에 따라 보여주고 있다. 《인생》역시 국제적으로 높은 평가를 받았으며, 칸영화제에서 심사위원대상을 받았다.
장이머우 감독의 초기작들은 현재와의 연관성을 두고 논쟁거리가 되어 왔다. 초기 3부작은 외국에서는 높은 평가를 받았지만 중국정부의 검열로 인하여 《국두》와 《홍등》은 중국에서는 바로 개봉하지 못했다. 영화 《인생》의 경우 아직도 중국 내에서는 상영이 금지되어 있다.
《트라이어드》(1995)는 1930년대를 상하이를 배경으로 한 장이머우식 느와르 작품이며 칸 영화제에 출품해서 기술공헌상을 받는다.

### 중기(1990년대 중반~후반)
90년대 중반 이후, 장이머우의 작품 세계는 초기의 작품과는 다른 모습들을 보이게 된다. 과거 비판적인 색채가 농후했던 초기작들과는 다르게 《책상 서랍속의 동화》, 《집으로 가는 길》, 《행복한 날들》들은 비판적이기보다도 일상적이고 소박하다. 초기작들처럼 과거 봉건사회를 비판하거나 사회주의적 윤리규범에 어긋나는 소재보다는 현대 중국의 일상영역과 그 고민들을 감성적으로 풀어내는 경향이 보인다.
《책상 서랍속의 동화》(1998)는 한 시골 학교의 학생들을 중심으로 일어나는 해프닝을 다룬 영화이다. 이 영화는 베니스영화제에서 황금사자상을 받았다. 《집으로 가는 길》(1999)은 도시에서 온 선생님을 기다리는 시골 처녀의 순수함과 기다림을 감성적인 영상과 함께 풀어내고 있다. 《집으로 가는 길》은 장쯔이의 데뷔작이기도 하며 베를린영화제에서 은곰상과 선댄스영화제에서 관객상을 받는다. 《행복한 날들》(2000)은 맹인 소녀와 나이든 노총각 사이의 사회적 약자들의 에피소드를 따뜻하면서도 유쾌하게 풀어낸다.
또한, 이 시기의 작품들은 현대 1990년대 중국 내 자본주의가 수용되면서 사회주의적인 가치와 충돌이 일어나고 있던 개혁개방 시기 중국 사회의 고민을 담고 있다. 《키프 쿨》(1997)는 현대 중국 도시사회의 서구화된 젊은이들을 이야기를 통해 자본주의 유입과 급속한 산업화에 대한 고민을 담고 있다.

### 후기(2000년대 초반~현재)
2000년 대 이후, 장이머우는 리얼리즘 바탕의 민중의 삶을 그리는 것보다 먼 과거의 중국 왕조 시대로 카메라의 초점을 바꾼다. 그리고 영상에 있어 과거와는 매우 차별화되는 스타일의 변화가 생겼다. 과거 중국 왕조 시대를 배경으로 무협적인 요소를 도입하여 할리우드와 같은 스펙터클한 장면들을 연출하고 영상미를 극대화하였다. 2002년 《영웅》은 이러한 경향을 잘 나타내는 작품으로 전국시대 말, 진시황 시대를 배경으로 진시황을 암살하려고 하는 협객들의 이야기이다. 《영웅》은 중국과 해외에서 상업영화로서 공전의 히트를 기록하였고, 2003년 아카데미 수상을 하였다.
뒤이어 《인연》(2004)과 《황후화》(2006)에서도 과거 중국 왕조를 배경으로 색채중심의 화려한 영상미를 선보였다.
이 시기의 작품은 영상미학적인 측면에서는 전작들과 비교하여 비약적인 발전이 있었지만, 내용적인 측면에서는 소시민의 일상에 초점을 맞추어 영상을 담아내던 과거와는 다르게 국가권력을 옹호하는 모습을 보이기도 하였다. 그는 색감과 미장센 연출에 특출나다. 특히 화려한 중국적인 색채(붉은색, 황금빛)를 가장 잘 살리는 감독으로 손꼽힌다. 그런 탓에 2008 베이징 올림픽에서는 개막식, 폐막식의 총감독을 맡았다. 당시 개폐막식 영상을 보면 그야말로 아낌없는 물량과 사람 공세로 압도적인 스케일을 자랑한다. 개막식에서 가장 공을 들인 '공자의 3천 제자들' 파트는 하이라이트이자 압권인 부분. 또 평창 동계올림픽 폐막식에서 차기 개최국인 중국의 공연 총감독을 맡았다.

## 영화 외 작품과 베이징올림픽
장이머우는 영화뿐만 아니라 공연과 무대예술에도 관심을 가졌다. 1998년에는 푸치니의 오페라인 《투란도트》를 기획, 감독하였다. 장이머우 판 《투란도트》는 야외공연으로 화제가 되었다. 2002년에는 1991년작인 영화 《홍등》을 발레극으로 각색하여 서양 발레에 경극과 그림자극, 전통의상 치파오 등 중국적 색채를 입혀 연출하기도 하였다. 또한 2003년에는 구이린 지방에 이강(Li river)위에 무대를 설치하여 인상유삼제라고 하는 공연을 기획하기도 하였다.인상유삼제는 세계 최대의 규모의 수상공연으로 인정받고 있다. 공연무대 예술 경험과 이 분야에서의 성공은 장이머우는 2008년 베이징하계올림픽 개폐막식 총감독을 맡게 되는 계기가 되었다. 장이머우의 베이징하계올림픽 개폐막식 총감독 선정은 큰 화제가 되었으며, 장이머우의 연출 아래 베이징 올림픽 개막식은 역사상 최대 규모인 10만여 명의 인원과 1000억원이 투입되어 성공적으로 치루어졌다. 이로 인해 장이머우는 2008년 타임지가 선정하는 100인에 포함되기도 하였다. 2018년 2월 25일에 있을 평창올림픽 폐막식에서 8분짜리 공연을 연출하게 된다.

## 장이머우가 발굴한 세계적인 배우들
- 공리는 장이머우에게 캐스팅되어 《붉은 수수밭》으로 데뷔하여 《트라이어드》에 이르기까지 초기 장이머우 감독의 작품에 모두 참여하였다. 가장 최근 출연작은 《5일의 마중》이다. 초기작들에서 장이머우의 페르소나로 작품과 함께 세계적인 배우로 성장하였다.
- 장쯔이는 장이머우가 발굴해 낸 배우로, 《집으로 가는 길》을 통해 영화에 데뷔한다. 《집으로 가는 길》로 주목을 받은 장쯔이는 세계적인 배우로 성장하게 되고 뒤이어 《영웅》과 《연인》에도 출연한다.

## 작품 목록

### 감독
| 연도   | 한국어 제목             | 중국어 제목        | 비고                                      |
| ------ | ----------------------- | ------------------ | ----------------------------------------- |
| 1987년 | 《붉은 수수밭》         | 红高粱             | 베를린국제영화제 황금곰상                 |
| 1988년 | 《대호미주표》          | 代号美洲豹         | 공동 감독                                 |
| 1990년 | 《국두》                | 菊豆               |                                           |
| 1991년 | 《홍등》                | 大红灯笼高高挂     | 베네치아국제영화제 은사자상               |
| 1992년 | 《귀주 이야기》         | 秋菊打官司         | 베네치아국제영화제 황금사자상             |
| 1994년 | 《인생》                | 活着               | 칸영화제 심사위원그랑프리                 |
| 1995년 | 《트라이어드》          | 摇啊摇，摇到外婆桥 |                                           |
| 1995년 | 《장이머우》            |                    | 옴니버스 영화 《뤼미에르와 친구들》 수록  |
| 1997년 | 《키프 쿨》             | 有話好好說         |                                           |
| 1999년 | 《책상 서랍 속의 동화》 | 一个都不能少       | 베네치아국제영화제 황금사자상             |
| 1999년 | 《집으로 가는 길》      | 我的父亲母亲       | 베를린국제영화제 심사위원그랑프리         |
| 2000년 | 《행복한 날들》         | 幸福時光           |                                           |
| 2002년 | 《영웅》                | 英雄               |                                           |
| 2004년 | 《연인》                | 十面埋伏           |                                           |
| 2005년 | 《천리주단기》          | 千里走单骑         |                                           |
| 2006년 | 《황후화》              | 满城尽带黄金甲     |                                           |
| 2007년 | 《영화 보는 날》        | 看電影             | 옴니버스 영화 《그들 각자의 영화관》 수록 |
| 2009년 | 《삼창박안경기》        | 三枪拍案惊奇       |                                           |
| 2010년 | 《산사나무 아래》       | 山楂树之恋         |                                           |
| 2011년 | 《진링의 13소녀》       | 金陵十三钗         |                                           |
| 2014년 | 《5일의 마중》          | 归来               |                                           |
| 2016년 | 《더 그레이트 월》      | 長城               |                                           |
| 2018년 | 《삼국: 무영자》        | 影                 |                                           |

### 촬영
| 연도   | 한국어 제목 | 중국어 제목 | 비고 |
| ------ | ----------- | ----------- | ---- |
| 1984년 | 《황토지》  | 黃土地      |      |
| 1986년 | 《노정》    | 老井        |      |

### 출연
| 연도   | 한국어 제목     | 중국어 제목    | 비고 |
| ------ | --------------- | -------------- | ---- |
| 1986년 | 《노정》        | 老井           |      |
| 1987년 | 《붉은 수수밭》 | 红高粱         |      |
| 1989년 | 《진용》        | 古今大战秦俑情 |      |
| 1997년 | 《키프 쿨》     | 有話好好說     |      |

## 수상목록
- 2021년 제15회 아시아 필름 어워즈 감독상

## 같이 보기
- 중국 영화

## 참조
1. ↑  임대근 외 지음, 《중국 영화의 이해》, 동녁, 2008, p.113~p.114
2. ↑  임대근 외 지음, 《중국 영화의 이해》,동녁, 2008, p.65~p.66
3. ↑  “Zhang Yimou - Shanghai Triad”. 2010년 5월 29일에 원본 문서에서 보존된 문서. 2010년 6월 8일에 확인함.
4. 1 2  니콜라우스 슈뢰더, 남완석 옮김, 《클라시커 50 영화감독》, 해냄, 2003, p.273
5. ↑  네이버 백과사전
6. ↑  Zhang Yimou > Biography - AllMovie
7. ↑  A Spectacular Tale In Its Mythic Home; 'Turandot' Enters the Forbidden City - New York Times
8. ↑  장이머우가 만든 발레 ‘홍등’ - 세상을 보는 눈, 글로벌 미디어 - 세계일보[깨진 링크(과거 내용 찾기)]
9. ↑  “Zhang Yimou - Person of the Year 2008 - TIME”. 2010년 8월 11일에 원본 문서에서 보존된 문서. 2010년 6월 9일에 확인함.
10. ↑  장이머우 감독, 평창 폐막식에서 ‘베이징 8분’ 공연 연출 [출처: 중앙일보

## 참고자료
- 임대근, 《중국 영화의 이해》, (동녁, 2008)
- 니콜라우스 슈뢰더, 남완석 옮김,《클라시커 50 영화감독》(해냄, 2003)